# 伊万·雷斯
伊万·雷斯（Ivan Reis，1976年11月6日—）是巴西漫画艺术家，为美国的漫画出版社漫威漫畫和DC漫画工作。他与作家杰夫·琼斯（Geoff Johns）合作，参与了《绿灯侠》（Green Lantern）和《海王》（Aquaman）等超级英雄漫画的创作。